# Hans-Joachim Ketelsen
Hans-Joachim Ketelsen (Altenburg (Turíngia), 17 de febrer, 1945), és un cantant d'òpera alemany (baríton).

## Biografia
Infància i joventut

Els pares de Hans-Joachim Ketelsen provenen de Görlitz. El febrer de 1945, la mare va fugir del front que s'acostava. Hans-Joachim Ketelsen va néixer, doncs, a Altenburg a Turíngia i va passar el final de la guerra amb la seva mare en una granja a Hinteruhlmannsdorf (Engertsdorf). Acabada la guerra van tornar a Görlitz. El pare no va tornar de la captivitat fns a finals de 1946. Hans-Joachim Ketelsen va créixer a Görlitz, on va assistir a l'actual Escola Melanchthon. Després d'acabar l'escola, va completar la formació professional com a paleta. El cognom Ketelsen es remunta als avantpassats de Frísia del Nord.

## Carrera
A principis de la dècada de 1960, Hans-Joachim Ketelsen es va traslladar a Dresden, on es va casar el 1965. El matrimoni va tenir un fill i una filla. Aleshores, Ketelsen era membre de l'"Ensemble of Young Talents" al club juvenil "Martin Andersen Nexö" (avui: Kulturzentrum Scheune) a Dresden, on ja estava rebent classes de cant.
Mentre treballava com a conductor professional al VEB Kraftverkehr Dresden, Hans-Joachim Ketelsen va estudiar cant clàssic en un curs nocturn a la Universitat de Música Carl Maria von Weber de Dresden. Ketelsen va ser, entre altres coses, Estudiant d'Arno Schellenberg i Johannes Kemter.
Hans-Joachim Ketelsen va debutar el 1973 al "Freiberg City Theatre" com el comte von Eberbach a Der Wildschütz d'Albert Lortzing. De 1976 a 1982, va treballar al Teatre Municipal Karl-Marx-Stadt (actual Teatre Chemnitz) i després el 1982 a l'Òpera Estatal de Dresden (Semperoper). De 1982 a 1993 va aparèixer com a convidat permanent a l'Òpera Estatal de Berlín. El 13 de febrer de 1985, va participar en l'obertura de la nova Semperoper Dresden com el príncep Ottokar a Der Freischütz de Carl Maria von Weber. També el 1985 va ser nomenat "Kammersänger" de la Semperoper. Des de 1990 ha aparegut com a convidat a molts teatres d'arreu del món.
El seu extens repertori inclou principalment parts d'òperes de Richard Wagner i Richard Strauss, però també de Giacomo Puccini i Giuseppe Verdi.
El 10 de desembre de 2013, Hans-Joachim Ketelsen va acabar la seva carrera internacional com a Faninal a Der Rosenkavalier al Metropolitan Opera de Nova York. No obstant això, des de finals de 2015 s'ha tornat a veure en papers secundaris a l'Òpera Estatal i a l'Opereta Estatal de Dresden.

## Ocupadors
- Stadttheater Freiberg (Saxònia) 1973–1976[1]
- Teatre municipal Karl-Marx-Stadt 1976–1982[1]
- Òpera estatal de Dresden des de 1982[1]
- Òpera estatal de Berlín 1982–1993 (convidat permanent)[2]

## Premis
- 1977: 2n premi al 4t Concurs de Joves Cantants dels Teatres de la RDA[3]
- 1985: Nomenament com a Kammersänger de l'Òpera Estatal de Dresden[2]
- 1996: Premi Theo Adam de la Fundació per a la Promoció de la Semperoper[2]
- 2023: membre honorari de la Semperoper Dresden[4]

actuacions convidades (selecció)

- Festival de Bayreuth[5]
  - Meistersinger, Kothner, 1996–2001
  - Rheingold, Donner, 1998/2000–2001
  - Götterdämmerung, Gunther, 2000–2001
  - Lohengrin, Telramund, 2010
- Bayerische Staatsoper Munic[5]
  - Meistersinger, Kothner, 1997
  - Lohengrin, Telramund, 1999
  - Tristan und Isolde, Kurwenal, 1999
  - Frau ohne Schatten, Geisterbote, 2000
  - Rheingold, Donner, 2002/2003, 2006
- Wiener Staatsoper
- Meistersänger, Beckmesser 1999
  - Tristan und Isolde, Kurwenal, 2003–2004
- Teatro dell’Opera di Roma
  - Rheingold, Donner, 1999
- Hamburgische Staatsoper
  - Lohengrin, Telramund, 1998/2005/2009
  - Meistersinger, Beckmesser, 2002/2005
  - Rosenkavalier, Faninal, 2009
- Metropolitan Opera Nona York[6]
  - Arabella, Mandryka, 1994/2001
  - Lohengrin, Telramund, 1998
  - Meistersinger, Beckmesser, 1998/2003/2007
  - Tristan und Isolde, Kurwenal, 1999
  - Rosenkavalier, Faninal, 2000/2009/2013
  - Rosenkavalier, Faninal, 2001 (gira pel Japó)
  - Parsifal, Amfortas, 2001
- New National Theatre Tòquio
  - Lohengrin, Telramund, 1997
  - Rosenkavalier, Faninal, 2007
- Teatre de L'Scala de Milà
  - Rosenkavalier, Faninal, Milà, 2003
- Teatre Real de Madrid
  - Götterdämmerung, Gunther, 2004
  - Lohengrin, Telramund, 2005
- Grand Teatre del Liceu Barcelona
  - Lohengrin, Telramund, 2006
  - Tanglewood Festival[7]
  - Meistersinger, Beckmesser, 2009
- Cincinnati Opera
  - Meistersinger, Beckmesser, 2010
  - Rosenkavalier, Faninal, 2013
- San Diego Opera
  - Rosenkavalier, Faninal, 2011

## Enregistraments (selecció)
ràdio i televisió

- Els nobles diletants o l'assaig de l'òpera, (enregistrament del concert), Acadèmia de Música "Carl Maria von Weber" Dresden, 1975 / DRA Babelsberg StMO 1121/A-B 54'15
- Falstaff (25 de desembre de 1981), Teatre Municipal Karl-Marx-Stadt, Televisió de la RDA
- Inauguració festiva de la Semperoper, Freischütz (13 de febrer de 1985), Òpera Estatal de Dresden, Televisió de la RDA
- Engelbert Humperdinck: Hansel i Gretel (23 de desembre de 2006), Staatsoper Dresden, ZDF/Arte

discografia

- Carl Maria von Weber: Der Freischütz, inauguració de la Semperoper (Òpera estatal de Dresden, en directe el 13 de febrer de 1985)
- Hans Pfitzner: Palestrina (concert, Schauspielhaus Berlín, juny de 1986, Berlin Classics)
- Richard Strauss: The Woman Without a Shadow (Òpera estatal de Dresden, novembre/desembre de 1996, Teldec)
- Richard Wagner: Tristany and Isolde (Metropolitan Opera de Nova York, en directe el 18 de desembre de 1999)
- Richard Strauss: Der Rosenkavalier (Metropolitan Opera New York, en directe el 29 de gener de 2000)
- Richard Wagner: Das Rheingold (Festival de Bayreuth, en directe el 26 de juliol de 2000)
- Richard Wagner: Götterdämmerung (Festival de Bayreuth, en directe el 31 de juliol de 2000)
- Richard Wagner: Das Rheingold (Òpera estatal de Baviera de Munic, en directe el 24 de febrer de 2002)[8]

vídeo

- Richard Wagner: Tristany and Isolde (Metropolitan Opera de Nova York, en directe el 18 de desembre de 1999)
- Engelbert Humperdinck: Hansel and Gretel (State Opera Dresden, en directe desembre de 2006, EuroArts)
- Richard Wagner: Lohengrin (Gran Teatre del Liceu Barcelona, 2007, muntatge en directe 24/27 de juny de 2006, EuroArts)
- Richard Strauss: Der Rosenkavalier (NHK Hall Tokyo, en directe 2007)[8]